# Malgasia vicina
Malgasia vicina är en insektsart som beskrevs av Lucien Chopard 1951. Malgasia vicina ingår i släktet Malgasia och familjen Mogoplistidae. Inga underarter finns listade i Catalogue of Life.